# A Banda
"A Banda" ("La Banda") es una canción de 1966 compuesta e interpretada por el músico brasileño Chico Buarque. Fue lanzada en el álbum del cantante, Chico Buarque de Hollanda.
La canción fue inscrita en el II Festival de Música Popular Brasileña.
Después de su victoria en el Festival, la música hizo un gran éxito, vendiendo 55 mil copias en sólo cuatro días.